# Бастион (группа)
«Бастион» — советская и украинская рок-группа, основанная в Одессе.

## История группы
В начале 1980-х годов Игорь «Ганя» Ганькевич организовал группу «Иллюзион», которая с 1984 года сменила название на «Бастион» и под этим именем вошла в историю советской рок-музыки. Некоторые историки утверждают, что группа имела тройное название: «Бастион» — «Бенцион» — «Беня Крик».
Первые два года прошли в постоянных сменах состава и репертуара, что, однако, не сказывалось на активной концертной деятельности группы. После фестиваля «Подольск-87» в «Бастион» пришли басист Константин Кацап и гитарист Владимир Коваленко.
Позднее «Бастион» снялся в фильме «Дискжокей» и выступил на фестивале «СыРок-88» в Москве (по замыслу организаторов как представитель «сырого», «свежего» рока). На фестивале прозвучали наиболее популярные номера «Бастиона»: «Памяти жертв перестройки» и «Помнишь, как в Одессе были крабы…».
Группа «Бастион» на протяжении всей своей деятельности вплоть до 1990 года являлась одной из ведущих в одесском рок-клубе, участвовала во многих рок-фестивалях, как местных, так и за пределами Украины, в том числе Подольском рок-фестивале — одним из наиболее значительных событий для позднесоветской рок-музыки.
Последняя программа «Бастиона», подготовленная в 1987 году, называлась «ОГПУ» — «Одесская Гласность Перестройка Ускорение». С программой «ОГПУ» группа побывала на днях рок-музыки в Юрмале (декабрь 1987 г.), рок-фестивале в Донецке (апрель 1988 г.), рок-фестивале «Рок-707» в Ростове-на-Дону (май 1988 г.).
«Бастион» участвовал во втором фестивале «Сырок» (московский туркомплекс «Измайлово»), работал на т/х «Ленин», ходившему по Днепру с Международной школой менеджеров, участвовал в фестивале «АВГУСТ-89» (Новая Каховка).
27 июня 1990 года умер Игорь Ганькевич. Группа прекратила своё существование.

## Участники группы
- Игорь Ганькевич (гитара, вокал)
- Вячеслав Рачинский (вокал, гитара)
- Виталий Томчаковский (ударные)
- Константин Кацап (бас-гитара)
- Владимир Коваленко (гитара)
- Дмитрий Меркос (бас-гитара) (1984-87)
- Сергей Роговец (бас-гитара)

## Дискография
- 1986 — «РСХА — Ремонт слуховых аппаратов» (магнитоальбом)[1]
- 1987 — «Выступление на Подольском рок-фестивале» (переиздано на CD и DVD в 2012 году в рамках коллекционного бокс-сета «Подольск-87»)
- 1988 — «ОГПУ — Одесская Гласность Перестройка Ускорение»
- 1994 — «Пикейные жилеты»